# John Raleigh
John Raleigh, né John Austin Raleigh le 21 avril 1887 à Elkhorn dans le Wisconsin, et mort le 24 août 1955 à Escondido en Californie, est un lanceur de la Ligue majeure de baseball. Il a joué deux saisons avec les Cardinals de Saint-Louis après avoir été acheté par l'équipe des Vernon Tigers de la Ligue de la côte du Pacifique.

## Source de la traduction
- (en) Cet article est partiellement ou en totalité issu de l’article de Wikipédia en anglais intitulé « John Raleigh » (voir la liste des auteurs).